# Viet Minh
Viet Minh (skraćeno od Việt Nam Ðộc Lập Ðồng Minh Hội, 越南独立同盟會, "Liga za neovisnost Vijetnama") bila je organizacija koja se borila za neovisnost Vijetnama od Francuske, a tijekom Drugog svjetskog rata i od Japana. Viet Minh su osnovali Ho Ngoc Lam i Nguyen Hai Than 1941. godine u Južnoj Kini. Kasnije je vođa lige postao Ho Ši Min (koji je u ovo vrijeme koristio ime Nguyen Tat Thanh) ali i druge poznate osobe u vrhu Viet Minha; Le Duan, Vo Nguyen Giap i Pham Van Dong.
Viet Minh je bio više nacionalistička nego komunistička organizacija. Tijekom Drugog svjetskog rata borili su se protiv Japana koji je okupirao Indokinu. Kasnije su predvodili Vijetnamce u Indokineskom ratu protiv Francuza, ali i protiv velikih zemljoposjednika. Viet Minh je bio dio vijetnamske lige za oslobođenje Vijetnama od kolonijalizma i komunistička partija je pokušavala seljacima ograničiti preuzimanje zemlje veleposjednika. Ipak, da bi mobilizirali što više vojnika u konačnoj borbi protiv Francuza, vodstvo Viet Minha 1953., obećava seljacima da će poslije oslobođenja zemlje zemlja raspodijeliti seljacima. Kao rezultat toga veliki broj seljaka se borio na strani Viet Minha u odlučnoj bitci kod Điện Biên Phủa. Od 1950. godine je Viet Minh dobivao oružje i logistički trening od Kine, pomoć koja se enormno povećala 1953., završetkom Korejskog rata. Snage Viet Minha su kontrolirale između 60 i 90% teritorija Južnog Vijetnama na samom kraju rata.
Poslije mirovnog i diobenog dogovora u Ženevi 1954., Viet Minh se rasformirao. U Južnom Vijetnamu dio bivših vojnika se vratio svom prijašnjem životu, dok su drugi po nalogu vijetnamske komunističke partije dragovoljno agitirali za glasovanje o ujedinjenom Vijetnamu, što se pokazalo poprilično teškom misijom zbog Ngo Dinh Diemovog režima. Veliki broj bivših Viet Minhovih članova bio je kasnije uključen u redove Vietkonga.